# Wasting Love
Singles de Iron Maiden
From Here to Eternity Fear of the Dark (live)
Wasting Love est le troisième single du neuvième album Fear of the Dark paru en 1992. Du groupe de heavy metal britannique Iron Maiden.

## Pistes
1. Wasting Love – 3:37
2. Tailgunner (live) – 4:05
3. Holy Smoke (live) – 3:37
4. The Assassin (live) – 4:25

## Crédits
- Bruce Dickinson – chant
- Dave Murray – guitare
- Janick Gers – guitare
- Steve Harris – basse
- Nicko McBrain – batterie